# 정영식 (탁구 선수)
정영식(鄭榮植, 1992년 1월 20일~)은 대한민국의 전 탁구 선수이다. 2016년과 2020년 하계 올림픽에 참가했으며 세계 탁구 선수권 대회에서 동메달 5개를 획득했다.
2023년을 마지막으로 현역에서 은퇴했으며, 2024년 하계 올림픽에는 서효원과 함께 KBS에서 탁구 해설을 맡았다.

## 2016년 하계 올림픽
2016년 하계 올림픽 탁구 남자 단식, 남자 단체전에 출전하였다.
남자 단식 32강에서는 영국의 리암 피치포드를 만나 4:1로 무난히 올라갔지만, 9번시드를 받은 탓에 16강부터 세계 1위, '지구 대표'라고 불리는 중국의 마룽 선수를 만났다. 그러나, 1세트, 2세트를 11:6 12:10으로 가져오며 탁구계에 이변이 일어나나 하였으나 3세트, 4세트 5:11 1:11로 패하여 세트스코어 2:2 동점이 만들어졌다. 5세트는 7:5까지 앞서다 듀스 끝에 11:13으로 패하였고, 6세트는 9:4까지 리드하다 11:13으로 역전당하여 아쉽게 내주고 말았다. 비록 8강 진출은 하지 못하였으나 2016 브라질 리우 올림픽 남자단식에서 '마룽과 가장 접전을 펼친 선수' '마룽에게 가장 많은 득점을 한 선수'라는 타이틀을 얻었다.
남자 단체에서는 에이스다운 면모를 보이며 16강에서 브라질, 8강에서 스웨덴을 꺾었으나 4강에서부터 난적 중국을 만나 1단식에서 장지커(2012 런던 올림픽 탁구 남자 단식 금메달리스트)와의 경기를 펼쳤다. 1세트부터 손에 땀을 쥐게 만드는 듀스끝에 15:13으로 이겼으나 2세트에서는 11:13으로 아쉽게 패했다. 3세트에서는 접전끝에 다시 11:9로 한세트 가져왔으나 4세트, 5세트에서 8:11 4:11로 내주어 세트스코어 2:3으로 장지커에게 1단식을 내주고 말았다. 2단식에서 주세혁 선수가 마룽에게 0-3으로 패하였고, 3복식에서는 이상수-정영팀이 장지커-쉬신 팀에게 역시 0-3(8:11/10:12/6:11)으로 패하여 중국 탁구의 만리장성은 끝내 넘지 못했다.
한편, 동메달 결정전에서는 1단식에서 독일선수 3명(디미트리 옵차로프, 티모 볼, 바스티안 슈테거)중 세계랭킹이 가장 낮은(24위) 바스티안 슈테거를 만나 쉽게 앞설 것을 예상했다. 하지만 슈테거가 랠리에서 철벽수비, 묘기탁구를 하는 등 예상외의 선전을 보이고 흥미진진한 경기끝에 세트스코어 2:2까지 갔다. 5세트에서 8:10으로 밀려 이번에도 '졌지만 잘싸웠다' '졌잘싸' 모드가 되는가 하였지만 스테거의 범실로 1포인트 득점, 엣지신이 내려 행운의 점수 1포인트를 또 가져오면서 4포인트를 연속으로 가져와 12:10으로 승리하였다. 하지만, 1단식 이후 2단식의 주세혁 선수, 3복식의 정영식-이상수 팀, 4단식 주세혁 선수가 패하여 한국 탁구가 처음으로 올림픽에서 메달을 따지 못하게 되었다.

## 학력
- 의정부초등학교
- 내동중학교
- 중원고등학교

## 경기 실적
- 2010 16회 광저우아시안게임 단체전 은메달, 복식 동메달
- 2011 세계선수권대회 복식동메달
- 2011 회장기 한국실업탁구대회 단체1위
- 제92회 전국체육대회 단체1위
- 2012 국가대표 상비군 최종 선발전 1위, 국가대표 상비군
- 2011 아시아탁구선수권대회 단체동메달, 복식은메달
- 2012 세계단체전탁구선수권대회 단체동메달
- 2013 아시아탁구선수권대회 단체3위
- 2013 동아시아경기대회 단체은메달, 단식동메달
- 2013 폴란드오픈 복식1위
- 2014 영주한국실업탁구대회 단체1위, 단식1위, 복식1위
- 제30회 대통령기 전국시도탁구대회 단체1위, 단식1위
- 제95회 전국체육대회 단체1위
- 제68회 전국남녀종합탁구선수권대회 단체2위 ,단식1위, 혼복3위
- 2015 광주유니버시아드대회 복식 2위, 단체3위
- 2015 체코오픈 복식 2위
- 2015 아시아선수권대회 단체3위, 복식3위
- 제69회 전국남여종합탁구선수권대회 단체1위, 단식2위,복식1위
- 2016 세계단체전탁구선수권대회 단체3위
- 2016 크로아티아오픈 단식2위, 복식2위
- 2016 슬로베니아오픈 단식3위, 복식2위
- 2016 리우 올림픽 남자 탁구 국가대표

## 기타
- 오른손 쉐이크 핸드 공격형 선수, 별명은 빵식이. 백핸드 드라이브가 강하며 한국 탁구에서 백핸드만큼은 역대급이라는 평도 있다. 상대 선수들 또한, 정영식 선수의 백핸드가 강하다는 것을 알고 이를 유도하지 않으려고 한다.
- 정영식은 탁구선수를 꿈꿨던 아버지를 따라 다섯살 때부터 라켓을 잡았다. 의정부초등학교에서 본격적으로 선수의 길에 들어섰다. 탁구명가 내동중-중원고까지 그는 '동급 최강'이었다.
- 만18세 되던 2010년 첫 출전한 로테르담세계선수권에서 남자복식 동메달을 따냈다. 2010년 광저우아시안게임 남자복식에서도 동메달을 획득했다. 개인전, 단체전 세계선수권에 매년 출전했다. 수년간 세계선수권, 아시안게임 선발전에서 1등을 놓치지 않았다.
- 2014년 정영식의 인천아시안게임 선발전 탈락은 이변이었다. 시련 이후 정영식은 더 강인해졌다. "한달 정도 울었다. 예전에는 '노력하면 다 된다'고 쉽게 생각했다. 인천아시안게임 선발전에서 떨어진 후 '안되겠다. 올림픽이 2년 남았는데 이렇게 하면 못나갈 수도 있겠다. 독하게 해야겠다'는 생각이 들었다."고 말했다.
- 정영식의 멘토는 '스승' 김택수 대우증권 감독이다. 김 감독은 일찌감치 정영식에게 '이기는 습관'을 주입시켰다. 날선 감각을 타고난 김민석(KGC인삼공사), 왼손 에이스 서현덕(삼성생명) 등 또래 라이벌들과의 치열한 경쟁 속에 살아남는 법을 단련시켰다. 김 감독은 "추천전형은 꿈도 꾸지 마라. 너는 선발전에서 무조건 1등을 해야 한다"고 했다. 정영식은 김 감독에 대해 "힘들고 포기하고 싶을 때마다 제게 믿음을 주시는 분"이라고 정의했다. "많은 분들이 (김)민석, (서)현덕이와 저를 '재능'으로 비교할 때도 감독님은 늘 '결국엔 네가 제일 잘할 것'이라고 말씀해 주셨다. 감독님의 믿음이 내겐 가장 큰 힘이다. 감독님은 내 정신적인 멘토다."고 말하기도 했다.
- 정영식의 롤모델은 고등학교 때 이후 줄곧 공링후이다. '불세출의 그랜드슬래머' 공링후이의 안정적인 '외유내강' 탁구는 정영식 탁구의 교본이다. "나는 기술력이 뛰어난 선수는 아니다. 그렇지만 마지막 세트까지 포기하지 않고, 끝까지 밀어붙이는 것은 자신 있다"고 했다.
- 잘생긴 외모 또한 화제가 되었는데 닮은 꼴로는 허정민, 중국 상은의 허위주, 아라시의 사쿠라이 쇼, 오노 사토시 등이 있다.
- 누이동생으로 유명 연극배우 정여원이 있다.